# Budapest közlekedéstörténete

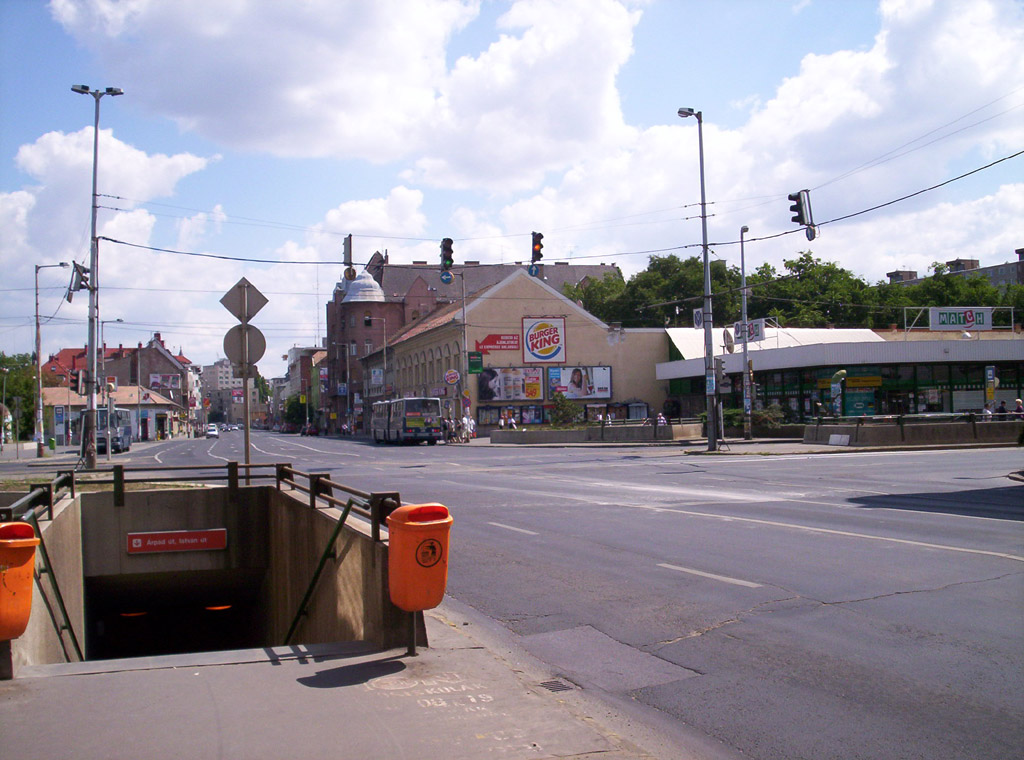
Újpest-központ; ahol busz, metró és villamosmegálló is van, az intermodális csomópont

Budapest közlekedéstörténete 1873-ban kezdődött, amikor Pest, Buda és Óbuda közigazgatási egyesítésével megszületett Magyarország új fővárosa, Budapest.

## Kezdetek
A legkorábbi közlekedési szolgáltatás a bérkocsi volt. A 19. század elején a Dunán Bernhard Antal, az első magyar gőzhajó létrehozója, vontatójával uszályon szállította az utasokat a mai Vigadó térről Óbudára, előtte csak réven, és ideiglenes hajóhidon lehetett közlekedni Pest és Buda között.
Az intenzíven növekvő Pest-Budán az akkoriban elterjedt közlekedési eszközök mind jelen voltak.[pontosabban?] Az 1870 előtti évtizedekben a közlekedési eszközöket leginkább kisvállalkozók működtették.

## A 19. század közepétől
A 19. században az ország modernizációjának epicentruma Pest-Buda, ill. Budapest. A főváros fejlődése elválaszthatatlanul egybeforrt a monocentrikussá kiépített vasúthálózat térszervező, társadalmi munkamegosztást elősegítő, urbanizációs hatásaival. A modernizáció tárgyi feltételeinek (közlekedési beruházások, városrendezések) politikai alapját az Ausztria és Magyarország közötti kiegyezés (1867), valamint Pest, Buda és Óbuda egyesítése teremtette meg (1873). A főváros rendezésének pénzügyi alapjairól az 1870: X. törvény gondoskodott. A törvény célja a főváros vízi úttal kapcsolatos pozícióját (Duna szabályozása, új rakpartok, kikötők, közraktárak) megerősítése, valamint a Pest és Buda közötti forgalmi kapcsolat (új Duna hidak építése a Lánchíd megváltása után) bővítése. Csak általánosságban jelölte meg „kellő szélességű” új főutak létrehozásának feladatát.

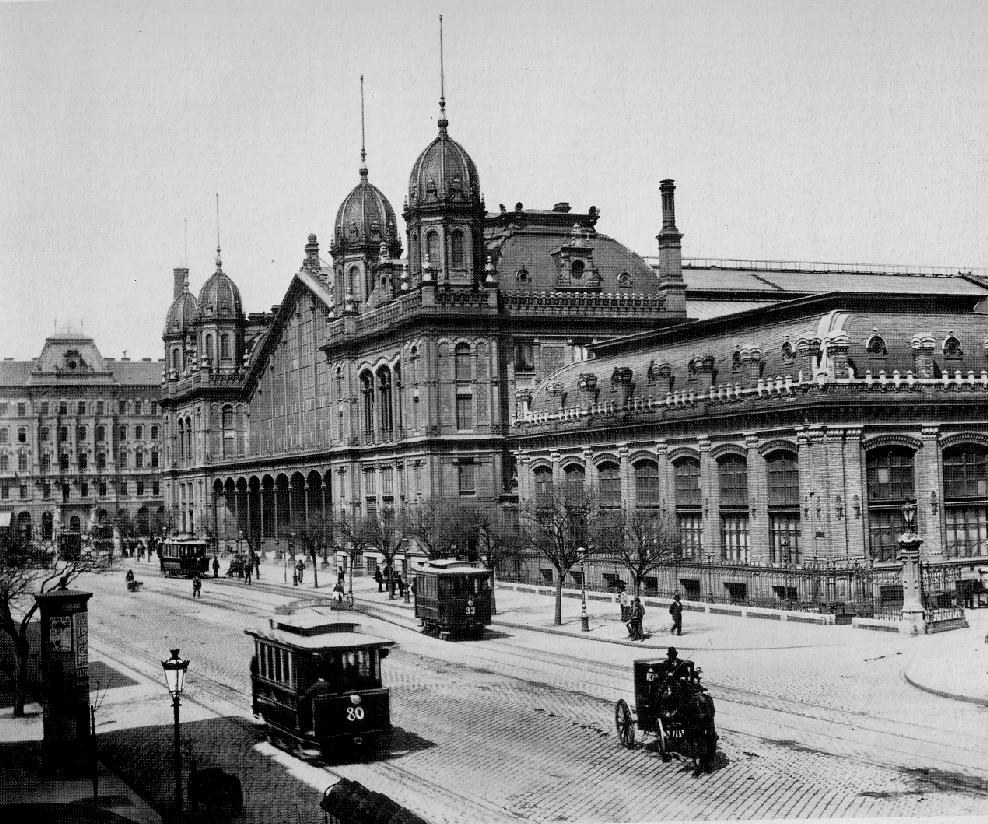
Nyugati pályaudvar a 19. század végén

A főváros gyűrűs-sugaras térszerkezetét a Fővárosi Közmunkatanács 1872-es szabályozási terve alapozta meg. A városegyesítés utáni periódusban – tehát tudatos városfejlesztés eredményeként – jött létre a budapesti életet máig átható gyűrűs-sugaras városszerkezet. Elkészültek a város – jelentőségüket ma is őrző – modern útvonalai: az Andrássy út és a Nagykörút. A pesti oldal két nagy pályaudvarának forgalmi kapcsolatai is kiválóak: a Nyugati pályaudvar közvetlenül a Nagykörúton áll, a Keleti pályaudvar pedig kezdőpontja annak a hangsúlyos forgalmi tengelynek, amelyik a Rákóczi út, kiszélesített Kossuth Lajos utca, Erzsébet híd útvonalon átvezet a Duna jobb partjára, és ott több irányba szétágazik.
A dunai vízi út a vasutakhoz képest alárendelt szerepet játszott a főváros fejlődésében. 1874 és 1914 között a Budapestre érkező árucikkek túlnyomó többsége (68-89%) vasúttal érkezik. A Budapestre érkező és innét távozó utasok túlnyomó többsége is a vasutat veszi igénybe. A bal- ill. jobb parti körvasút a városon belül összekötötte a sugárirányú vaspályákat a fővárost körülvevő ipartelepekkel. 1895-re 46 budapesti nagyvállalat saját iparvágánnyal csatlakozik a MÁV vonalaihoz. A vasútvonalak iparvonzó hatását mutatja, hogy a 46 nagyvállalatból csak ötnek kellett 1 km-nél hosszabb saját iparvágányt építeni. A nagyvállalatok iparvágányai pár száz méteren belül elérték a MÁV vonalait.
A századvég fővárosában a közlekedés és ipari termelés következményei már a levegőben is érezhetőek, por száll a város felett: „már messziről föltűnik a levegőnek az a sajátos szürkés vegyülete, mely rendszerint borítani szokta a nagy városokat, melyekben százezreknek munkája és tevékenysége honol.” – írja Lukács Béla az Osztrák-Magyar Monarchia írásban és képben c. reprezentatív sorozatban. A közgondolkodásban még nem tudatosodott, hogy a közlekedésnek, ipari termelésnek környezetkárosító hatásai is vannak (lesznek): a főváros feletti „szürkés levegő” még „finom fátyolba” burkolja a várost.

### Állati erővel vont járművek
Pest első szárazföldi személyszállítási vállalkozása Kratochwill János nevéhez fűződik: 1832. július 1-jén – Párizsi mintára – elindította első omnibuszjáratát. A pesti omnibusz a Duna-part és a Városliget között közlekedett, meghatározott útvonalon (a Király utcán) és meghatározott időpontokban. Ezek a járművek 12-24 személy befogadására voltak képesek, egy vagy több ló vontatta őket. A járművek meglehetősen különbözőek voltak: volt köztük fedett és nyitott tetejű, egyszintes és emeletes, sőt volt amelyiken több utazási osztályt tartottak fenn az utazóközönség számára. Az omnibuszok kizárólag ülő utasokat szállítottak. Az útvonalon megállóhelyek nem voltak: a kocsis bárhol megállhatott, hogy az utasok le- illetve felszállhassanak. Jegyet a kalauznál vehettek az utasok.

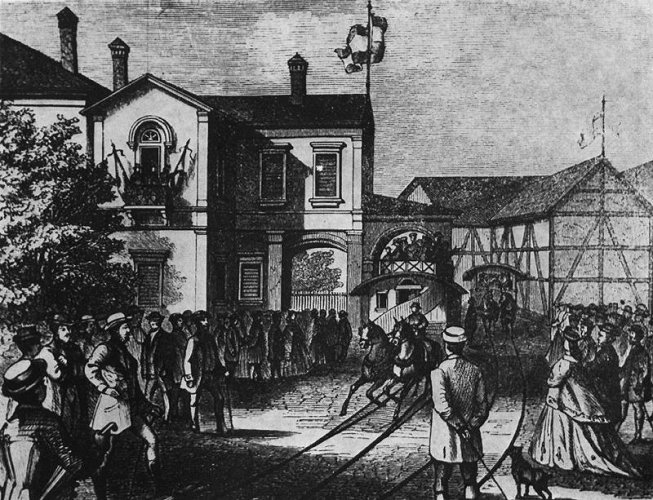
Az újpesti lóvasút 1866-os megindulása Budapesten (balra a „Bagolyvár”)

Hamarosan Budán is beindult a menetrend szerinti omnibusz közlekedés. Az első budai omnibuszviszonylat a Lánchíd és a Zugliget között közlekedett. Az elkövetkező években számos vállalkozás indított omnibuszjáratokat Pesten és Budán egyaránt, a tehetősebbek egyenruhával is ellátták a személyzetet. A szárazföldi közlekedésben az omnibusz-közlekedés három évtizedig egyeduralkodó volt.
Mintegy három évtized múlva, Károlyi Sándor gróf az újpesti birtokaira szeretett volna könnyű elérhetőséget biztosítani, ezért 1866. július 30-án üzembe helyezte az első lóvasútvonalat a mai Kálvin tér és az Újpesti vasúti híd között. Vállalkozása, a Pesti Közúti Vaspálya Társaság az újpesti lóvasút mellett később több másik vonalat is indított. A kocsik jelentős részét a PKVT gyártotta. Ezek az emeletes kocsik mintegy 60 férőhellyel rendelkeztek: az emeleten 20, a földszinten 14 állóhely volt, és ezen felül még 30-40 ülőhelyet is biztosítottak utasok számára. A viszonylatokat színes zászlókkal különböztették meg, ez azért volt fontos, mert az emberek nagy része akkoriban nem tudott írni-olvasni.
A budai oldalon 1868. május 18-án helyezték üzembe az első lóvasútvonalat, ezt a Budai Közúti Vaspálya Társaság üzemeltette. A Margit híd 1876-os átadása után három évvel már ment lóvasút a hídon. A kocsikat általában két ló vontatta, de a híd emelkedőjén egy harmadik lovat – úgynevezett előfogatot – is alkalmaztak. A két vállalkozás összekülönbözött a Margit hídi vonal tulajdonlásán, melynek következménye az lett, hogy a tőkeerősebb pesti vállalat felvásárolta a budai társaságot, és 1878-ban megalakult a Budapesti Közúti Vaspálya Társaság, a BKVT.

### Gőzgépüzemű járművek

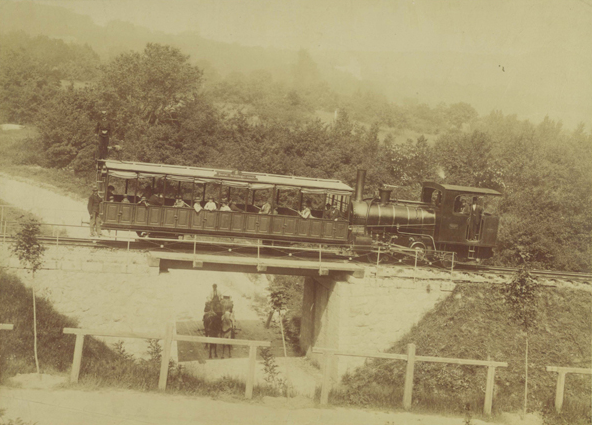
A „Fogas” 1890 körül

1870-ben, Gróf Széchenyi Ödön kezdeményezésére megépült a Budai Hegypálya (mai nevén a Budavári sikló), melynek célja az volt, hogy a Budai Várban működő hivatalokat és színházat gyorsan és egyszerűen lehessen megközelíteni. A Siklót akkoriban még gőzgép működtette. A kocsik befogadóképessége 3-szor 8 fő volt, és így a Hegypálya óránként 900 utas szállítására volt képes irányonként.
Svájci műszaki és gazdasági szakemberek – miután megépítették Európa első fogaskerekűjét (Vitznau–Rigibahnt, Svájc) – megtervezték, majd megépítették a Svábhegyi fogaskerekű vasutat is, melyet 1874. június 24-én, nagy ünnepségek közepette adtak át az utazóközönségnek. A „Fogas” elsősorban a kirándulók és a nyaralóval rendelkező utasok számára épült. A szerelvényt gőzmozdony működtette: felfelé tolta, lefelé fékezte azt. Az új közlekedési eszköz jelentősen segítette a környék betelepülését is.
1887–1888-ban megépült három helyiérdekű vasútvonal (a dunaharaszti, a cinkotai és a szentendrei), ugyanis a BKVT felismerte, hogy profitot termelhet azzal, ha bekapcsolja hálózatába a Budapest környéki településeket. Az elővárosi vasúthálózat megtervezésénél fontos szerepet játszott a már meglévő lóvasútállomások elhelyezkedése. Célja volt, hogy nagyobb távolságokra, nagyobb állomástávolságokat tartva, nagyobb sebességgel és nagyobb menetrendi fegyelmet tartva közlekedjen. Személy- és áruszállításra egyaránt használták. A szerelvényeket gőzmozdony vontatta.
Elsőként a Közvágóhíd–Soroksár viszonylatot helyezték üzembe (1887. augusztus 7.), majd november 24-én a vonalat Dunaharasztiig meghosszabbították. A második helyiérdekű vasútvonal a Keleti pályaudvar és Cinkota között épült meg 1888-ban, ez egyúttal a főváros élelmiszer-ellátását is hivatott volt segíteni. 1888. augusztus 17-én nyílt meg a Filatorigát és Szentendre között. A vonal végállomását eredetileg az óbudai Fő térre tervezték, de mivel a vasút nyomvonala igen szűk utcákon haladt volna, ettől eltekintettek.

### Villamosüzemű járművek
1886-ban Balázs Mór tervet készített „Budapest gőzmozdonyú közúti vaspálya- (gőz-tramway-)hálózata” címmel, melyben egy több vonalból álló rendszer létesítését kezdeményezi (ebben a tervben már szerepel egy villamosvonal létesítése is). Mivel a városi szakemberek nem tudtak megegyezni az „egy hálózat” gondolatban, az elképzelést nem sikerült megvalósítani.
Hogy a kétkedőket elhallgattassa, Balázs Mór előállt a próbavasút ötletével: 1887. november 28-án üzembe helyezték az első, kísérleti villamosvonalat a Nyugati pályaudvar és a Király utca között. A kísérlet bevált: 1889. július 30-án felavatták az első állandó jellegű villamosvonalat az Egyetem tér és a Köztemető között, majd szeptember 10-én az Akadémia és az Aréna (ma: Dózsa György) út is megindult a villamosközlekedés. Ezeket a vonalakat az újonnan alakult Budapesti Villamos Városi Vasút vállalat, a BVVV üzemeltette. Az új cég sikereit látva a BKVT is átalakította lóvasútvonalait villamosvonalakká.
1894 tavaszán a Balázs Mór vezette BVVV és a BKVT közösen tett javaslatot az Andrássy út alatt építendő földalatti vasútra, melyet mindössze 22 hónap alatt sikerült kivitelezni, így 1896. május 2-án az „Ezredévi Kiállítás” megnyitóján már menetrend szerint közlekedett. A földalatti hosszú ideig az uralkodó nevét viselte: Ferenc József Földalatti Villamos Vasút volt a hivatalos elnevezése.

### Modern közlekedési eszközök
A századfordulón új jármű jelent meg a közforgalmú közlekedés számára: az autóbusz. A főváros vezetői munkába kezdtek a fővárosi autóbusz-közlekedés megindítása érdekében. Hosszas előkészítés után végül 1915. március 1-jén elindulhatott az első budapesti autóbuszjárat az Aréna út és a Vilmos császár (ma: Bajcsy-Zsilinszky) út között. Ezután a fővárosi közgyűlés felszámolta az omnibuszközlekedést lebonyolító Székesfővárosi Közlekedési Vállalatot (SzKV), helyette új vállalatot szervezett Budapest Fővárosi Közlekedési Vállalat (BFKV) néven.

## Budapesti közlekedési társaságok története

### Törekvések az integráció felé
1918. november 22-én az akkori kormány közös irányítás alá vonta a Budai Közúti Vaspálya Társaság (BKVT), a Budapest-Újpest-Rákospalotai Villamos Közúti Vasút (BURV) és a Budapesti Villamos Városi Vasút (BVVV) társaságokat. Az új vállalat neve Budapesti Egyesített Városi Vasutak (BEVV) lett. Fél év múlva a BEVV irányítása alá került a Budai Hegypálya és a fogaskerekű vasút is. Az integrált közforgalmú közlekedés megteremtése ekkor vette kezdetét, de a teljes integrációra azonban még fél évszázadot várni kellett.
A villamos- és autóbusz-közlekedés fejlődésével a lóvasút- és omnibuszközlekedés visszaszorult, majd megszűnt. A lóvasút 1928. április 10-ig volt üzemben, utolsó járata a Margitszigeten közlekedett. Az omnibusz 1929. november 5-én tette meg utolsó útját a Villányi úti vonalon.
1922. december 27-én megalakították a Budapest Székesfőváros Közlekedési Részvénytársaságot (BSZKRT, köznyelvben leginkább „Beszkárt”-ként emlegették). Az új vállalat az elkövetkező tíz évben magába olvasztotta az összes budapesti közlekedési ágazatot, a földalattit és a helyi érdekű vasutakat is (Ferenc József Földalatti Villamos Vasút (FJFVV), Budapest–Szentlőrinci Helyi Érdekű Villamos Vasút (BLVV), Budapesti Helyi Érdekű Vasutak (BHÉV)).
1949. szeptember 30-ával megszüntették a BSZKRT-ot, helyette új közlekedési vállalatok alakultak: Fővárosi Villamos Vasút Községi Vállalat (FVKV), Fővárosi Autóbusz Községi Vállalat (FAKV), Fővárosi Helyiérdekű Vasút Községi Vállalat (FHVKV), Fővárosi Villamosvasút Főműhely Községi Vállalat (FVFKV), Fővárosi Autóbusz Főműhely Községi Vállalat (FAFKV) és Fővárosi Vasútépítő Községi Vállalat. 1967-ig a vállalati széttagoltság évei következtek. Az 1960-as évekre nyilvánvalóvá vált, hogy a BSZKRT feldarabolása és megszüntetése hiba volt: nem volt egységes közlekedéspolitika, hálózatfejlesztés, forgalomirányítás, vállalatigazgatás stb. Mindemellett az önállósított vállalatokat együttműködés helyett a verseny jellemezte, ráadásul fenntartásuk is sokba került, ezért a Végrehajtó Bizottság 1967. október 11-i ülésén meghozott döntése alapján ezeket a vállalatokat összevonták és 1968. január 1-jén megalakult a Budapesti Közlekedési Vállalat, a BKV.

### A BKV megalakulásától napjainkig
1968. január 1-jén – a korábban egymással rivalizáló vállalatok összevonásával (Fővárosi Villamosvasút (FVV), Fővárosi Autóbuszüzem (FAÜ), Fővárosi Hajózási Vállalat (FHV), Budapesti Helyiérdekű Vasút (BHÉV) – a korabeli viszonyokhoz képest innovatív lépésként megalakult a Budapesti Közlekedési Vállalat. Az újonnan létrejövő Integrált közlekedési rendszer fő feladata a korábbi verseny megszüntetése és a közlekedési ágak hatékonyabb működtetésének kialakítása volt. Első jelentős lépésként 1969. július 1-jén bevezették a kalauz nélküli üzemet a BKV összes járművén, ennek előfeltétele volt a viteldíjrendszer 1966-os reformja, mely jelentősen egyszerűsítette a jegyrendszert.
1970. április 3-án átadták a 2-es metró első, a Deák Ferenc tér és Fehér út közötti szakaszát, majd 1972. december 22-én üzembe helyezték a második szakaszt is, a Deák Ferenc tér és a Déli pályaudvar között. A metró átadásának köszönhető az autóbusz-hálózat jelentős átalakítása, amely az egységes BKV történetében az első ilyen nagy átszervezés volt: 36 viszonylat útvonala megváltozott, vagy megszűnt; 14 új járat indult; új végállomások létesultek a metróállomásokhoz; a szentendrei HÉV-vonalat meghosszabbították a Batthyány térig. A metró Duna alatti szakaszának átadása után csökkent az igény a dunai hajózás iránt, a vonalak forgalmában egyre inkább a kiránduló- és a különjárati jelleg érvényesült.

A Budavári sikló felújítása az 1980-as években
(forrás: BKV.hu)

Budapest létrejöttének százéves évfordulójára (1973) :
- 1970 és 1973 decembere között a Millenniumi Földalatti Vasutat meghosszabbították a Mexikói útig
- 1973 végén átadták a földalatti új végállomásához újonnan épített 69-es villamosvonalat.
- 1973. március és augusztus között teljesen felújították a fogaskerekű vasutat.

1976 és 1990 között öt ütemben adták át a 3-as metrót:
- 1976. december 31-én az első szakaszt, a Deák Ferenc tér és a Nagyvárad tér között;
- 1980. március 29-én a második szakaszt, a Nagyvárad tér és Kőbánya-Kispest között;
- 1981. december 30-án a harmadik szakaszt, a Deák Ferenc tér és az Élmunkás (ma Lehel) tér között;
- 1984. november 5-én a negyedik szakaszt az Élmunkás tér és az Árpád híd között;
- 1990. december 14-én az ötödik szakaszt, az Árpád híd és Újpest-Központ között.

1986. június 4-én átadták az utazóközönségnek a – második világháborúban súlyosan megrongálódott – teljeskörűen felújított Budavári siklót.
1991-ben az addig állami tulajdonú BKV a Fővárosi Önkormányzat tulajdonába került.
1996. január 1-jén a cég – a Fővárosi Közgyűlés határozata alapján – részvénytársasággá alakult, ezzel létrejött a Budapest Közlekedési Részvénytársaság, a BKV Rt.
Az 1980-as évek végére a Millenniumi Földalatti Vasút infrastruktúrája rendkívül leromlott. A felújítás 1995 márciusában kezdődött és novemberig tartott.
1996 és 2000 között teljesen felújították a csepeli HÉV-et, majd 2000-ben megépült Budapest legnagyobb autóbusz-végállomása az Örs vezér terén, melyet július 25-én adtak át. Ezzel egy időben a régi végállomást elbontották, helyén bevásárlóközpont épült. Az év végén (december 15-én) átadták az 1-es villamos Lágymányosi hídig vezető szakaszát. (A vonal első szakaszát (Bécsi út – Lehel utca) 1984. november 6-án adták át, majd több lépcsőben hosszabbították meg a Lágymányosi hídig.)
A társaság 2001-ben beindította „háztól házig” szolgáltatását, melyet mozgáskorlátozottak vehetnek igénybe, megrendelés alapján.
2006. február 6-tól a cég új neve Budapesti Közlekedési Zártkörűen Működő Részvénytársaság, azaz BKV Zrt. lett, ugyanis a tőkepiacról szóló törvény 2005-ös módosítása szerint a részvénytársaságoknak rendelkezniük kell arról, hogy zártkörűen vagy nyilvánosan működnek, és ezt a cégnévben is fel kell tüntetniük.
2002–2007 között nyári vágányzárak keretében teljesen felújították a 2-es metróvonalat. A vonal felújítása mellett új szerelvényeket is rendeltek az Alstomtól, az első kocsiknak 2008 május-júniustól kellett volna közlekedniük, ám a BKV és a gyártó között kialakult botrányok miatt a szerelvények csak 4 év késéssel 2012 szeptemberétől kezdve álltak forgalomba.
2005 szeptemberétől a főváros éjszakai autóbusz-hálózata jelentősen átalakult, egyrészt megváltozott a járatok számozási tartománya (900-999), másrészt jelentősen nagyobb területet fed le a hálózat.
2008-ban a BKV – két ütemben – jelentősen megváltoztatta közlekedési hálózatát: egységes számozási rendszert vezettek be, a gyorsjáratok piros és keretes jelzése megszűnt. Az átalakítás kisebb-nagyobb mértékben minden járatot érintett.
A Fővárosi Közgyűlés 2010. október 27-i ülésén létrehozta a Budapesti Közlekedési Központot, hogy központosítsák az összes közlekedést érintő ügyet, így a BKV Zrt. már csak belső szolgáltatóként érvényesül Budapesten.
2013–2014 között felújították az 1-es és 3-as villamos vonalát, melyeken 2015–2016-tól új, alacsony padlós CAF Urbos 3 típusú, baszk villamosok is szállítanak utasokat. 2015 márciusában – az előző szakasz átadása után húsz évvel – az 1-es villamos vonalát meghosszabbították, így a Rákóczi hídon át a déli végállomása is Budára, az Etele út és a Fehérvári út kereszteződéséhez került. További tervek vannak déli (Fehérvári út–Kelenföld vasútállomás) és északi (Bécsi út–Aranyvölgy megállóhely) hosszabbításra.
2014. március 28-án 9 órakor átadták az M4-es metróvonal első szakaszát Kelenföld vasútállomás és a Keleti pályaudvar között.
2014-ben kezdődött a budai fonódó villamoshálózat kialakítása, melyen 2016. január 16-án indult meg a forgalom.
2016 nyarán a dél-budai villamosok (17-es, 19-es, 41-es, 47-es, 49-es, 56-os) helyett pótlóbuszok közlekedtek a Móricz Zsigmond körtértől, illetve a Deák Ferenc tértől délre peronfelújítás, illetve pálya(át)építés miatt.
2016. augusztus 28-án elkezdődött a Villányi úti és Alkotás utcai villamospálya felújítása, mely október 16-án ért véget.
2016 novemberében a HÉV-vonalak üzemeltetését átvette a BHÉV Zrt, majd a MÁV-HÉV Zrt.
2017 novemberében kezdődött az M3-as metróvonal felújítása a Váci úti szakaszon, mely 2019 áprilisától az Üllői úti, majd 2020 novemberétől a belvárosi szakasz lezárásával folytatódott.
2017. november 13-án elkezdték az Etele úti villamospálya kivitelezését a Fehérvári út és Kelenföldi pályaudvar között, melyet 2019 nyarán adtak át. 
A kivitelezés során megállóhely létesült a Bikás Park metróállomásnál és a Bártfai utcánál, a vasútállomásnál pedig a Somogyi út mellé kerül a végállomás. Az építkezés alatt a 103-as busz terelt útvonalon közlekedett, azonban a hosszabbítás után még pár évig, 2022 augusztusáig megmaradt.
2022-ben a fővárosi közösségi közlekedés arányai a különböző módok között (angolul: modal split) a következők szerint oszlottak meg: közel 4,3 millió utazás történt összesen, ebből 37,4 százalék autóbusz, 27,0 százalék villamos, 25,6 százalék metró, 5,8 százalék trolibusz, illetve 4,2 százalék pedig a HÉV járatok igénybevételével történt.